# Джованні Де Мін (футболіст)
Джованні Де Мін (італ. Giovanni De Min, нар. 28 травня 1940, Асмера) — італійський футболіст, воротар клубу «Монтекатіні». Виступав, зокрема, за клуб «Трієстина».

## Життєпис
Народився 28 травня 1940 року в місті Асмера в родині етнічних італійців. Наприкінці 1950-х років разом з родиною переїхав до Італії. Вихованець футбольної школи клубу «Беллуно».
У дорослому футболі дебютував 1958 року виступами за команду «Беллуно», в якій провів один сезон. 
Своєю грою за цю команду привернув увагу представників тренерського штабу клубу «Трієстина», до складу якого приєднався 1959 року. Відіграв за трієстський клуб наступні чотири сезони своєї ігрової кар'єри.
Згодом з 1963 по 1967 рік грав у складі команд «Піза» та «Вітторіо Венето». У 1967 році переходить у «Верону», якій допоміг завоювати путівку до Серії A на сезон 1967/68 років. У сезоні 1969/70 років втратив своє місце в основі команди, після чого вирішив перейти до «Роми». З 3 сезони, проведених у Серії A, зіграв 33 поєдинки. Вважається одним з найкращих футболістів в історії «Еллас Верони».
У 1972 році перейшов «Пістоєзе». З 1973 по 1979 рік захищав кольори «Уніоне Вальдінієволе», «Пістоєзе» та «Борго а Буджано».